# Škriljevac
Škriljevac je vrsta stijene. Škriljevcima je osnovna značajka poredansot minerala u usporednim nizovima (posljedica metamorfizma) stijene. Nastaje pod utjecajem visokih temperatura, tlaka i deformacija. U procesu dugom milijunima godina škriljevac nastaje iz najfinijeg glinenog blata. Tako se formira tipična struktura škriljevca uz prisutnost slojeva tinjca. Zbog toga ima dobru fisibilnost i postojanost na vremenske utjecaje. Škriljevci su krupnozrnatiji, jedno od njihovih svojstava jest i pločasto kalanje.
Cijenjen kao građevinski materijal još u antici. Postoje dokazi da su upravo stari Rimljani koristili škriljevac. Srednji vijek donosi uporabu škriljevca za pokrivanje dvoraca, crkva, bogataških kuća s rešetkastom drvenom konstrukcijom bogataša. Posljednjih trideset godina škriljevac doživljava renesansu nakon što je bio zaboravljen. Vrlo je cijenjen u Njemačkoj. Vadi ga se u gorju Eifel u suvremenim rudnicima, a zbog naglo narasle potražnje cijene škriljevca naglo su skočile. Danas se na njemačke krovove postavlja oko pet milijuna četvornih metara škriljevca, dok je pred kraj sušnog razdoblja to bilo samo 150.000 četvornih metara.
Glineni škriljevac sitnozrnata je klastična sedimentna stijena, uglavnom je sastavljena od kremena, minerala glina, feldšpata, hidrotinjaca, a sadržava i vapnenac, željezne okside, organske tvari. lako se cijepa u tanke pločice i primjenjuje se kao krovopokrivni materijal.
Naftni škriljevac dobar je izvor nafte. Riječ je o sitnozrnatoj crnoj ili tamnosivoj stijeni. Sadrži puno organske tvari koja je dosegnula niži stupanj dozrijevanja, ali nije se još pretvorila u naftu. U Europi je proizvodnja nafte iz škriljevca u povojima dok u SAD polovinu svoje nafte dobivaju iz nekonvencionalnih izvora među koje pripada i naftni škriljevac. Na svijetu je više od 600 poznatih nalazišta ovakvoga škriljevca. SAD, Rusija i Brazil imaju 86 posto resursa. Prema smatranjima većine stručnjaka, ekonomski isplativa nalazišta nalaze se u 33 zemlje. Estonija preradi više od 17 milijuna tona uljnih škriljevaca godišnje, od toga proizvede 95 % električne energije koju potroši i dobije 400.000 tona nafte. U Hrvatskoj ima naftnog škriljevca, ali ga se ne vadi jer Ministarstvo gospodarstva još uvijek nije izdalo dozvolu za istraživanje. Nekonvencionalna ležišta su u kontinentalnom dijelu Hrvatske. Konkretno, u Panonskom bazenu, u Savskoj i Dravskoj potolini.
Uljni škriljevac jest glinovita sedimentna stijena koja u petrografskom smislu ne pripada škriljevcima kao metamorfnim stijenama. Uljni škriljevac sadrži 10 % - 30 % kerogena, fosilne organske tvari u kojoj ima bitumena ili teško hlapljivih ulja. Destilacijom se mogu dobiti ugljikovodici.
Kloritski škriljevac javlja se kao umetak u tinjčevim škriljevcima i filitima.
Bakreni škriljevac nastaje taloženjem iz površinskih voda i čini sedimentna metalna rudna ležišta.
Zeleni škriljevac, metamorfna stijena, škriljave teksture i zelene boje, tvori jezgru Medvednice.
Moslavačka gora sadrži biotitski škriljevac, metamorfnu stijenu škriljave teksture, u mineralnom sastavu stijene dominira biotit.

## Poveznice
- Krajolik škriljevca sjeverozapadnog Walesa